# عنيبية مدورة
عنيبية مدورة (الاسم العلمي:Cocculus orbiculatus) هي نوع من النباتات تتبع جنس العنيبية من الفصيلة البذر القمرية.